# Auta-riba (Alier)
Autariba (en francès Hauterive) és un municipi francès, situat al departament de l'Alier i a la regió d'Alvèrnia-Roine-Alps. L'any 2007 tenia 1.082 habitants.

## Demografia

### Població
El 2007 la població de fet de Hauterive era de 1.082 persones. Hi havia 464 famílies de les quals 124 eren unipersonals (44 homes vivint sols i 80 dones vivint soles), 160 parelles sense fills, 152 parelles amb fills i 28 famílies monoparentals amb fills.
La població ha evolucionat segons el següent gràfic:
Habitants censats

### Habitatges
El 2007 hi havia 503 habitatges, 469 eren l'habitatge principal de la família, 13 eren segones residències i 21 estaven desocupats. 484 eren cases i 14 eren apartaments. Dels 469 habitatges principals, 382 estaven ocupats pels seus propietaris, 77 estaven llogats i ocupats pels llogaters i 10 estaven cedits a títol gratuït; 12 tenien dues cambres, 63 en tenien tres, 174 en tenien quatre i 220 en tenien cinc o més. 376 habitatges disposaven pel capbaix d'una plaça de pàrquing. A 206 habitatges hi havia un automòbil i a 225 n'hi havia dos o més.

### Piràmide de població
La piràmide de població per edats i sexe el 2009 era:
| Homes | Edats   | Dones |
| ----- | ------- | ----- |
| 0     | 95 o +  | 0     |
| 0     | 90 a 94 | 12    |
| 0     | 85 a 89 | 16    |
| 4     | 80 a 84 | 8     |
| 16    | 75 a 79 | 16    |
| 20    | 70 a 74 | 28    |
| 36    | 65 a 69 | 36    |
| 20    | 60 a 64 | 32    |
| 40    | 55 a 59 | 28    |
| 32    | 50 a 54 | 32    |
| 56    | 45 a 49 | 76    |
| 48    | 40 a 44 | 48    |
| 28    | 35 a 39 | 24    |
| 40    | 30 a 34 | 36    |
| 20    | 25 a 29 | 12    |
| 44    | 20 a 24 | 24    |
| 40    | 15 a 19 | 28    |
| 32    | 10 a 14 | 48    |
| 20    | 5 a 9   | 12    |
| 12    | 0 a 4   | 12    |

## Economia
El 2007 la població en edat de treballar era de 687 persones, 489 eren actives i 198 eren inactives. De les 489 persones actives 445 estaven ocupades (233 homes i 212 dones) i 44 estaven aturades (15 homes i 29 dones). De les 198 persones inactives 92 estaven jubilades, 46 estaven estudiant i 60 estaven classificades com a «altres inactius».

### Ingressos
El 2009 a Hauterive hi havia 483 unitats fiscals que integraven 1.144 persones, la mediana anual d'ingressos fiscals per persona era de 16.983 €.

### Activitats econòmiques
Dels 63 establiments que hi havia el 2007, 3 eren d'empreses alimentàries, 2 d'empreses de fabricació de material elèctric, 11 d'empreses de fabricació d'altres productes industrials, 10 d'empreses de construcció, 10 d'empreses de comerç i reparació d'automòbils, 2 d'empreses de transport, 1 d'una empresa d'hostatgeria i restauració, 2 d'empreses d'informació i comunicació, 3 d'empreses financeres, 12 d'empreses de serveis, 2 d'entitats de l'administració pública i 5 d'empreses classificades com a «altres activitats de serveis».
Dels 11 establiments de servei als particulars que hi havia el 2009, 1 era una oficina de correu, 1 taller de reparació d'automòbils i de material agrícola, 1 paleta, 1 guixaire pintor, 2 fusteries, 2 lampisteries, 1 electricista, 1 perruqueria i 1 restaurant.
L'únic establiment comercial que hi havia el 2009 era una fleca.
L'any 2000 a Hauterive hi havia 5 explotacions agrícoles.

## Equipaments sanitaris i escolars
El 2009 hi havia una escola elemental.

## Poblacions properes
El següent diagrama mostra les poblacions més properes.